# Armorika

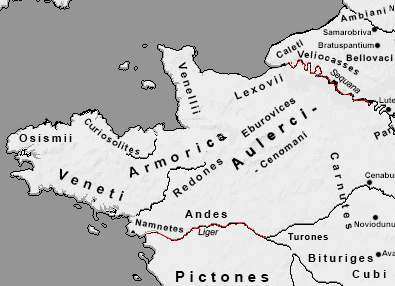
Armorika s červeně vyznačenými hraničními řekami

Armorika, latinsky Armorica nebo Aremorica, je historické území na severozápadě Galie v období antiky a raného středověku. Zaujímala oblast Bretaňského poloostrova a přilehlé oblasti vymezené na jihu řekou Liger (Loira) a na severovýchodě řekou Sequana (Seina), tedy region Bretaně a části sousedních regionů Normandie a Pays de la Loire v dnešní Francii. Název se odvozuje z keltských slov are „při“ a „mori“ moře, tedy znamená „země u moře“, „přímoří“ a připomíná ho jméno současného departementu Côtes-d'Armor.

## Historie
Země byla známa už starověkým Řekům, kteří se plavili k břehům Británie. V 1. století př. n. l. byla Galie dobyta římskou říší za podstatné účasti Julia Caesara a stala se součástí Keltské Galie (Gallia Celtica), tedy její největší části obyvané Kelty. Později tvořila západní část Gallie Lugdunensis s centrem v Lugdunu (dnešní Lyon). Později se název používal již jen pro Bretaňský poloostrov.
V 5. století zde založili Království Aremoriků keltští Britové (Britonové), kteří byli nuceni svou původní domovinu, bývalou provincii Britannia, opustit pod tlakem anglosaských kmenů. Z Británie dorazily také saské kmeny, které vytvořily podél obou břehů Lamanšského průlivu soustavu pevností zvaných Saské přímoří (Saské pobřeží, Litus Saxonicum); pevninská část tohoto pásma je později známá pod názvem Tractus Armoricanus et Nervicanus. Království Armoriků vyvrátil v roce 497 král Chlodvík, zakladatel Franská říše. Franské panství však nemělo pevného trvání a Bretaňský poloostrov se nestal součástí sousední Neustrie.
I když germánské kmeny v Británii utrpěly porážku v bitvě na hoře Badon, během 6. století se jim dařilo vytlačovat Brity na západ ostrova a tak přišla další výrazná přistěhovalecká vlna do Armoriky. Keltští novousedlíci zvaní „Britons“, později „Bretons“, Bretonci, dali nové vlasti starý název Británie (bretonsky Breiz/Breih) a pro odlišení se ostrov začal nazývat „Velká Británie“. Někdy se proto také nová pevninská Británie nazývala Malá Británie (Britannia Minor) či Předmořská Británie (Britannia Cismarina). V češtině je známá pod francouzským názvem Británie „Bretagne“, anglicky Brittany.